# Жанбай
Жанбай (на казахски: Жанбай аралы‎; на руски: Джамбайский остров – Джамбайски остров) е остров в северната част на Каспийско море.
Принадлежи на Казахстан, попада териториално в неговата Атърауска област.